# Boaventura Cardoso
Boaventura da Silva Cardoso, kurz Boaventura Cardoso (* 26. Juli 1944 in Luanda, Portugiesisch-Westafrika) ist ein angolanischer Schriftsteller, Diplomat und Politiker der Movimento Popular de Libertação de Angola (MPLA).

## Leben

### Jugend und Ausbildung
Boaventura da Silva Cardoso wurde am 26. Juli 1944 in der Hauptstadt der portugiesischen Kolonie Angola als Sohn einer „assimilierten“ angolanischen Familie geboren. Teile seiner Kindheit verbrachte er in der nordangolanischen Stadt Malanje, bevor er für seine Ausbildung zurück nach Luanda zog.
Cardoso politisierte sich in den 1960er Jahren und besuchte nach seiner Schulausbildung zunächst einen Kurs in Sozialwissenschaften an der Untergrund-Hochschule der angolanischen Befreiungsbewegung MPLA. Einige Jahre später absolvierte Cardoso ein Studium der Sozialwissenschaften an der Päpstlichen Universität Heiliger Thomas von Aquin in Rom, das er mit einem Lizenziat abschloss. Nach seinem Studium arbeitete er zunächst in der kolonialen Finanz- und Buchhaltungsverwaltung (Serviços de Fazenda e Contabilidade).

### Karriere im angolanischen Staat
Nach der Unabhängigkeit Angolas von Portugal am 11. November 1975 wurde er Direktor für politische Informationsdienste im Informationsministerium und war im Anschluss zwischen 1977 und 1981 Direktor des Nationalinstitutes für Bücher und Schallplatten (Instituto Nacional do Livro e do Disco). Daraufhin fungierte er von 1981 bis 1990 als Staatssekretär für Kultur und zwischen 1990 und 1991 als Informationsminister (Ministro da Informação) im Kabinett von Staatspräsident José Eduardo dos Santos.
Als Nachfolger von Luis José de Almeida übernahm Cardoso 1992 den Posten als Außerordentlicher und Bevollmächtigter Botschafter in Frankreich und verblieb in dieser Funktion bis 1999, woraufhin Assunção dos Anjos im Jahr 2000 seine dortige Nachfolge antrat. Daneben war er zugleich zwischen 1992 und 1992 als Ständiger Vertreter bei der UNESCO in Paris akkreditiert. Er selbst wurde daraufhin 2000 Nachfolger von José Bernardo Domingos Quiosa als Außerordentlicher und Bevollmächtigter Botschafter in Italien und verblieb dort bis zu seiner Ablösung durch Armindo Fernandes do Espírito Santo Vieira 2002. Während dieser Zeit war er zugleich als Ständiger Vertreter bei der Ernährungs- und Landwirtschaftsorganisation der Vereinten Nationen (FAO), dem Welternährungsprogramm der Vereinten Nationen (WFP) sowie dem Internationalen Fonds für landwirtschaftliche Entwicklung (IFAD) in Rom akkreditiert. Des Weiteren fungierte er zwischen 2001 und 2002 zudem als Außerordentlicher und Bevollmächtigter Botschafter in Malta.

### Rückkehr nach Angola und Wahl ins Parlament
Nach seiner Rückkehr übernahm Boaventura Cardosa 2002 in der Regierung von Staatspräsident dos Santos im Kabinett von Premierminister Fernando da Piedade Dias dos Santos das Amt des Kulturministers (Ministro da Cultura), das er bis 2008 innehatte. Im Anschluss bekleidete er zwischen 2008 und 2012 den Posten als Gouverneur der Provinz Malanje. Bei der Wahl vom 31. Dezember 2012 wurde er auf der Landesliste der Movimento Popular de Libertação de Angola (MPLA) erstmals zum Mitglied der Nationalversammlung (Assembleia Nacional) gewählt. Nach seiner Wiederwahl bei der Wahl vom 23. August 2017 wurde er Mitglied der 3. Parlamentskommission (3ª Comissão: Relações Exteriores, Cooperação Internacional e Comunidades Angolanas no Estrangeiro), die für Auslandsbeziehungen, internationale Zusammenarbeit und angolanische Gemeinschaften im Ausland zuständig ist.

## Literarisches Wirken
Neben seiner politischen und diplomatischen Laufbahn ist Boaventura Cardoso auch ein bekannter Schriftsteller seines Landes. Seine ersten Geschichten und Gedichte begann Cardoso 1967 zu veröffentlichen. Bereits vor der Unabhängigkeit Angolas war Cardoso Mitglied der Redaktion der Zeitschrift Angola, eng verknüpft mit der MPLA und herausgegeben von der Liga Nacional Africa. Neben Cardoso waren unter anderem auch Arnaldo Santos und Jorge Marcedo Teil der Redaktion, sie sollen erheblichen Einfluss auf das literarische Wirken Cardosos gehabt haben.
Nach der Unabhängigkeit gründete Cardoso mit anderen Autorinnen und Autoren den angolanischen Schriftstellerverbande União dos Escritores Angolanos. 1977 veröffentlichte Cardoso sein erstes Buch mit dem Titel Dizanga Dia Menhu, eine Sammelverband mit zehn Kurzgeschichten, in denen vor allem die angolanischen Traditionen beleuchtet und dargestellt wurden, nachdem diese unter der portugiesischen Kolonialherrschaft unterdrückt worden waren.
Auch die zwei späteren Veröffentlichungen – O Fogo da Fala (1980) und A Morte do Velho Kipacaça (1987) – sind Sammlungen von Kurzgeschichten mit Bezug zu angolanischen Traditionen und Folklore. Insbesondere die Verbindung und das Spannungsfeld zwischen Tradition und Moderne spielen bei Cardoso eine große Rolle. 1992 veröffentlichte Cardoso seinen ersten Roman, O Signo do Fogo, dem folgten zwei weitere Romane Maio Mês de Maria (1997) und Mãe Materno Mar (2001). Für letzteren gewann Cardoso den nationalen angolanischen Kultur- und Kunstpreis. 2012 folgte sein bisher letzter Roman – Noites da Vigília –, in dem er die Zeit zwischen der portugiesischen Nelkenrevolution am 25. April 1974 und dem Tag der angolanischen Unabhängigkeit, 11. November 1975, porträtiert.
In allen seinen Veröffentlichungen bedient sich Cardos umfassendem dem Wortschatz der portugiesisch-angolanischen Alltagssprache, die teils erheblich von lokalen Sprachen (u. a. Kimbundu) beeinflusst sind. Sein Ansinnen sei es, ein Vokabular zu schaffen, um die angolanische Realität besser ausdrücken zu können.

## Werke
- Dizanga Dia Muenhu (1977)
- O Fogo da Fala (1980)
- A Morte do Velho Kipacaça (1987)
- O Signo do Fogo (1992)
- Maio Mês de Maria (1997)
- Mãe Materno Mar (2001)
- Noites de Vigília (2012)